# Amazophrynella bokermanni
Amazophrynella bokermanni é uma espécie de anfíbio da família Bufonidae. Endémica do Brasil, pode ser encontrada no estado do Amazonas.
Os seus habitats naturais são: florestas subtropicais ou tropicais húmidas de baixa altitude e marismas intermitentes de água doce. Está ameaçada por perda de habitat.